# David Self
David Self (8 gennaio 1970) è uno sceneggiatore statunitense.

## Biografia

### Carriera
Self ha debuttato nell'industria cinematografica nel 1999, anno in cui scrisse la sceneggiatura per Haunting, film horror supernaturale diretto da Jan de Bont. 
Per la storia, lo sceneggiatore ottenne una nomina nella categoria "Peggior sceneggiatura" all'edizione 2000 dei Golden Raspberry Awards, premio poi andato a Wild Wild West. 
L'anno seguente, Self ha confermato la sua passione per la sceneggiatura, scrivendo Thriteen Days - Tredici giorni, la cui storia ha trattato i fatti della crisi dei missili di Cuba.
Il successo arriva comunque nel 2002, quando scrive il drammatico Era mio padre, con Sam Mendes alla regia, già noto per American Beauty con il quale vinse alcuni Oscar.
Nel 2006 ha collaborato con i Marvel Studios scrivendo le sceneggiature di Namor e The First Avenger: Captain America, le quali sono però state abbandonate per un ricorso a revisioni.
Da febbraio 2008 è stato impegnato nel riscrivere la sceneggiatura scritta da Andrew Kelvin Walker per Wolfman, rifacimento del film cult del 1941 L'uomo lupo.
Tra i suoi progetti futuri si citano RoboCop, remake dell'omonimo cult movie del 1987 e Deathlok, adattamento per il grande schermo dell'omonimo antieroe.

## Filmografia
- Haunting - Presenze (The Haunting) (1999), regia di Jan de Bont
- Tredici giorni (Thirteen Days) (2000), regia di Roger Donaldson
- Era mio padre (Road to Perdition) (2002), regia di Sam Mendes
- Beyond (2006), regia di Breck Eisner
- Wolfman (2010), regia di Joe Johnston